# 茄子蛋
茄子蛋（英語：EggPlantEgg），臺灣獨立樂團，2012年成立於台北，由主唱兼鍵盤手阿斌、吉他手阿德及阿任組成，歌曲風格涵蓋經典搖滾、藍調、Fusion交織著街頭卡拉OK和流行金曲風格，2017年發行首張專輯《卡通人物》，2018年獲得第29屆金曲獎最佳台語專輯獎與最佳新人獎，2019年以《浪流連》入圍第30屆金曲獎年度歌曲獎。2020年5月，單曲〈浪子回頭〉的MV在其YouTube官方頻道的觀看次數達到一億次。2021年12月，單曲〈浪流連〉的MV在其YouTube官方頻道的觀看次數達到一億次。2022年以電影主題曲〈愛情你比我想的閣較偉大〉獲得第33屆金曲獎年度歌曲獎，同年9月對外宣布因主唱聲帶受損而休團。
如同台灣其他積極拓展音樂版圖的獨立樂團，茄子蛋也選擇不加入主流唱片公司，自己成立「艾格普蘭特艾格有限公司」（EggPlantEgg Co., Ltd），處理樂團所有事務。公司目前除了團員、經紀人，其他業務如媒體公關、設計、技術工程等都採合作方式。

## 團名
團名「茄子蛋」來自於團員剛好都喜歡茄子，而茄子對一般人而言喜惡參半，與他們的音樂無法滿足所有人相似。主唱黃奇斌表示：「我自己喜歡吃茄子，但你也知道，茄子這東西就是有人喜歡有人不喜歡，這就跟我們的音樂一樣，有人喜歡一定也有人討厭，這很正常啊！所以就選一個比較冷門的植物，因為茄子的英文是『eggplant』，所以我想説加一個蛋下去，變成『EggPlantEgg』，讓視覺上有對稱的效果，也有明顯的『雄性象徵』，代表茄子蛋在音樂上給聽眾的有趣男子漢形象。」 

## 成员

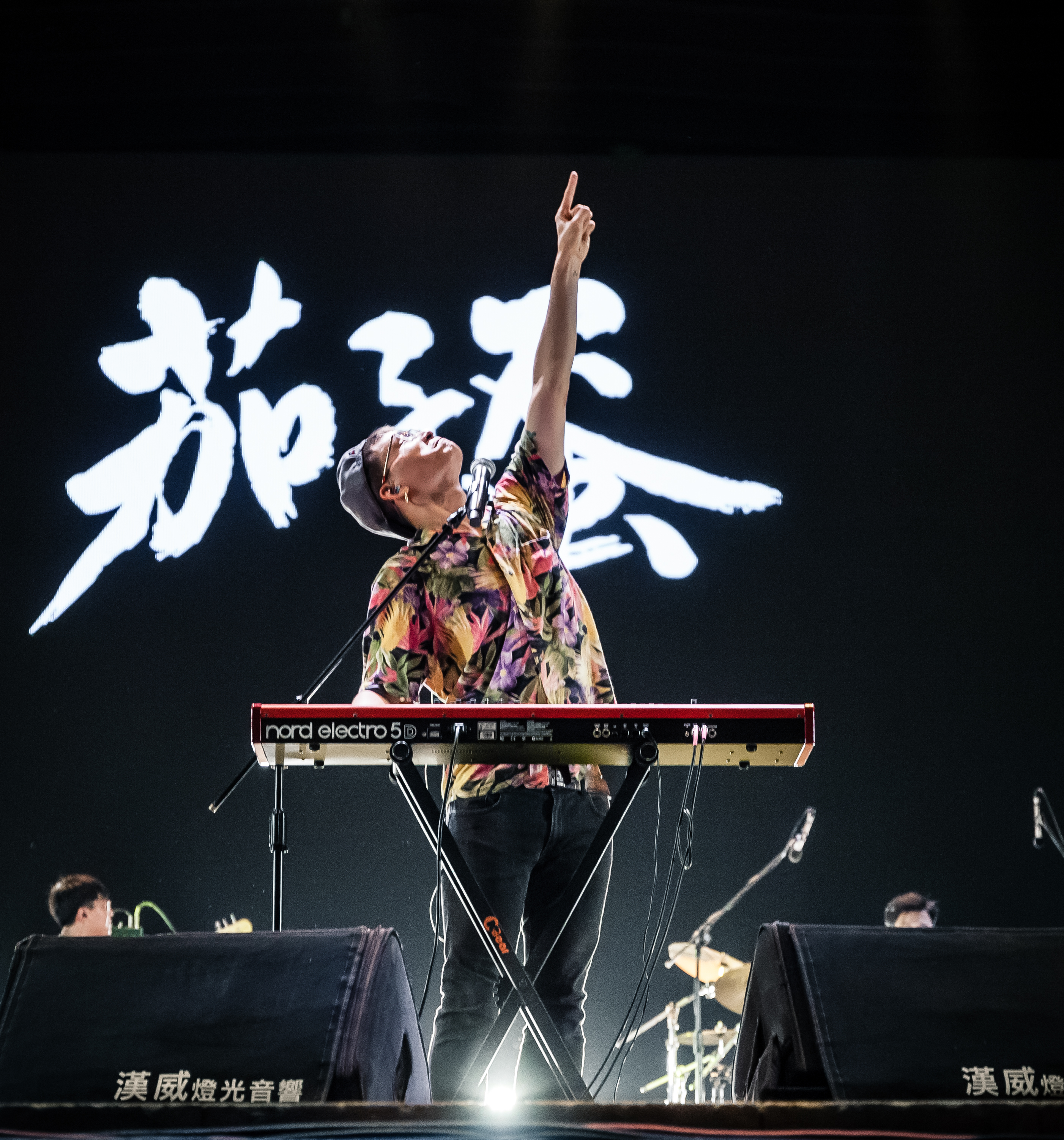
茄子蛋主唱與鍵盤手黃奇斌

2012年成立，茄子蛋原始五成員皆為松山高中畢業，後經成員更迭，僅黄奇斌仍在團內。目前團員組成為2014年開始運作。

### 現任成員
| 姓名            | 位置           | 生日          |
| --------------- | -------------- | ------------- |
| 黃奇斌 （阿斌） | 主唱、Keyboard | 1990年9月10日 |
| 蔡鎧任 （阿任） | 吉他、和聲     | 1990年9月7日  |
| 謝耀德 （阿德） | 吉他、和聲     | 1990年3月25日 |

### 離開成員
- 2016年2月14日，貝斯手朋朋完成演出後宣佈離團[12]。
- 2019年4月3日，鼓手小賴宣布退出[13]。

| 姓名            | 位置 | 生日              |
| --------------- | ---- | ----------------- |
| 杜遠朋 （朋朋） | 貝斯 |                   |
| 賴俊廷 （小賴） | 鼓手 | 1993年（31—32歲） |

## 音樂作品

### 錄音室專輯
| 排序 | 發行年 | 專輯名稱           | 曲目 |
| 1    | 2017年 | 《卡通人物》       | 1. 波克比的愛 2. Ms. Doremi 3. 親愛的無情孫小美 4. 我若是有來生我想欲變成你 5. 日常 6. 浪子回頭 7. 人類攏同款 8. 你不懂我的這款愛情 9. Outro 10. 把你的女朋友送給我好不好                              |
| 2    | 2019年 | 《我們以後要結婚》 | 1. 阿明與我 2. 聞道有先後，術業有專攻 3. 這款自作多情 4. Happy!!! 運將情歌 5. 窒息 6. 請問你敢欲做我的 Girlfriend 7. 孤獨的人我們一起出發 8. 現代的男女你如何看待 9. 用愛賺錢 10. Outro 2nd 11. 浪流連 |

### EP
| 排序 | 發行年 | 專輯名稱     | 曲目                                                                  |
| 1    | 2013年 | 《猶原佇這》 | 1. 浪子回頭 2. 薄情女與少年人 3. 濁水都市 4. 把你的女朋友送給我好不好 |

### 單曲

#### 獨唱
| 排序 | 發行年 | 專輯名稱                   | 曲目                      |
| 1    | 2020年 | 《敢傻敢衝》               | 1. 敢傻敢衝               |
| 2    | 2021年 | 《新年恭喜薯來堡》         | 1. 新年恭喜薯來堡         |
| 3    | 2021年 | 《愛情你比我想的閣較偉大》 | 1. 愛情你比我想的閣較偉大 |
| 4    | 2021年 | 《閣愛妳一擺》             | 1. 閣愛妳一擺             |

#### 合唱
| 排序 | 發行年 | 專輯名稱             | 曲目                                  |
| 1    | 2018年 | 《浪子的路》（單曲） | 1. 浪子的路(與RPG合唱)                |
| 2    | 2019年 | 家家《我想要的》     | 1. 何妨(與家家合唱)                   |
| 3    | 2021年 | 蕭煌奇《舞台》       | 1. 寫一條歌，寫你我爾爾(與蕭煌奇合唱) |
| 4    | 2021年 | 陳芳語《wfh》        | 1. 沒什麼大不了(與陳芳語合唱)         |

### 合輯
| 排序 | 發行年 | 專輯名稱     | 曲目              |
| 1    | 2019年 | 《查無此人》 | 1. 我夢見了小叮噹 |

## 演出作品

### 短片
| 年份   | 片名                           | 飾演   | 導演   | 備註 |
| 2020年 | 《金曲世家：希希的煩惱 》      | 茄子蛋 | 藍宏棋 | 客串 |
| 2020年 | 《金曲世家：石頭老師生日快樂》 | 茄子蛋 | 藍宏棋 | 客串 |
| 2020年 | 《金曲世家：水果聚會》         | 茄子蛋 | 藍宏棋 | 客串 |
| 2021年 | 《清單速配中》                 | 茄子蛋 | 稅成鐸 | 客串 |

## 廣告
| 年份   | 片名                                                               |
| 2021年 | 麥當勞《新年恭喜薯來堡》 BMW《美玲！請問你敢欲做我的Girlfriend！》 |

| 年份   | 片名                                    |
| 2020年 | 黑松沙士《我的未來不是夢》 《敢傻敢衝》 |

## 演唱會
註：以下為部分演出場次

### 巡迴演唱會

#### 《卡通人物》發片巡迴演唱會
| 日期          | 國家／地區 | 城市 | 場館               |
| ------------- | ---------- | ---- | ------------------ |
| 2017年7月28日 | 臺灣       | 台北 | 三創CLAPPER STUDIO |
| 2017年8月11日 | 臺灣       | 台中 | Legacy Taichung    |
| 2017年8月12日 | 臺灣       | 高雄 | LIVE WAREHOUSE     |

#### 想妳的彼暗 巡迴演唱會
| 日期           | 國家／地區 | 城市   | 場館                   |
| -------------- | ---------- | ------ | ---------------------- |
| 2018年9月28日  | 臺灣       | 台中   | Legacy Taichung        |
| 2018年9月30日  | 臺灣       | 台北   | Legacy Taipei          |
| 2018年10月12日 | 臺灣       | 高雄   | LIVE WAREHOUSE         |
| 2018年12月4日  | 中国大陆   | 北京   | 樂空間                 |
| 2018年12月6日  | 中国大陆   | 西安   | 無窮俱樂部             |
| 2018年12月7日  | 中国大陆   | 成都   | CH8 有獨完美店         |
| 2018年12月9日  | 中国大陆   | 重慶   | VOX Livehouse          |
| 2018年12月18日 | 中国大陆   | 上海   | LOFAS                  |
| 2018年12月19日 | 中国大陆   | 杭州   | 酒球會                 |
| 2018年12月21日 | 中国大陆   | 深圳   | B10 現場               |
| 2018年12月22日 | 中国大陆   | 廈門   | MAO Livehouse          |
| 2018年12月23日 | 中国大陆   | 廣州   | MAO Livehouse          |
| 2019年2月2日   | 菲律賓     | 馬尼拉 | Lucky Chinatown        |
| 2019年2月21日  | 泰國       | 曼谷   | The Rock Pub           |
| 2019年3月1日   | 新加坡     | 新加坡 | Livehouse              |
| 2019年3月2日   | 马来西亚   | 吉隆坡 | Live Fact              |
| 2019年3月3日   | 马来西亚   | 檳城   | Gayo Coffee            |
| 2019年3月22日  | 臺灣       | 台中   | Legacy Taichung        |
| 2019年3月23日  | 臺灣       | 高雄   | 駁二藝術特區(大港開唱) |
| 2019年3月29日  | 臺灣       | 台北   | Legacy Taipei          |

#### 佇這款自作多情的時代 巡迴演唱會
| 日期           | 國家／地區 | 城市 | 場館            |
| -------------- | ---------- | ---- | --------------- |
| 2019年8月24日  | 臺灣       | 台北 | Legacy Taipei   |
| 2019年8月25日  | 臺灣       | 台北 | Legacy Taipei   |
| 2019年8月30日  | 臺灣       | 高雄 | LIVE WAREHOUSE  |
| 2019年8月31日  | 臺灣       | 台中 | Legacy Taichung |
| 2019年10月8日  | 中国大陆   | 鄭州 | 7LIVEHOUSE      |
| 2019年10月10日 | 中国大陆   | 西安 | MAO Livehouse   |
| 2019年10月12日 | 中国大陆   | 成都 | CH8 有獨完美店  |
| 2019年10月13日 | 中国大陆   | 重慶 | 寅派動力        |
| 2019年10月24日 | 中国大陆   | 廈門 | 星巢            |
| 2019年10月29日 | 中国大陆   | 武漢 | VOX             |
| 2019年10月30日 | 中国大陆   | 合肥 | On The Way      |
| 2019年11月1日  | 中国大陆   | 北京 | 糖果            |
| 2019年11月17日 | 中国大陆   | 上海 | VAS LIVE        |
| 2019年11月18日 | 中国大陆   | 杭州 | MAO Livehouse   |
| 2019年11月20日 | 中国大陆   | 濟南 | Caper Land      |
| 2019年11月22日 | 中国大陆   | 瀋陽 | 美帝奇          |

### 其他演出
- 2013年 Spring Scream春天吶喊
- 2014年 發條音樂節、巨獸搖滾音樂祭、車庫103搖滾派對
- 2015年 WakeUp覺醒音樂祭、超犀利趴6－犀利閃電趴、搖滾台中、巨獸搖滾音樂祭、車庫103搖滾派對
- 2016年 WakeUp覺醒音樂祭、臺灣樂團潮、車庫103搖滾派對
- 2017年 高雄大港開唱（Megaport Festival）
- 2017/09/30 超犀利趴8 - Legacy Max
- 2017年12月 - 2018年2月「逗陣來搏」小巡迴
  - 2018/2/9 台北Legacy（最終加場）
- 2018年 甘噪祭 Sweet Sound Festival
- 2018年 解放音樂節 Liberation Fest.
- 2018年 Wake Up 覺醒音樂祭
- 2018年 新北市貢寮國際海洋音樂祭『海洋18樂』
- 2018/08/05 超犀利趴9 - 小巨蛋主場 SUPER STAGE
- 2018/08/19 台北河岸音樂季
- 2018/09/23 上海春浪音樂節
- 2018/10/13 南投暨南大學 遊牧森林音樂祭
- 2018/10/14 國立嘉義大學 2018嘉大狂人迎新演唱會
- 2018/11/10 國立中山大學 SEND HIGH 瘋！Pop Wave
- 2018/12/16 新北市歡樂耶誕城
- 2018/12/31 臺中跨年晚會
- 2018/12/31 臺南跨年晚會
- 2019/01/18 高雄市立新莊高中期末晚會《流浪夜》
- 2019/01/26 第14屆 KKBOX 風雲榜
- 2019/02/18 新北豬福滿滿祈福燈會
- 2019/03/13 美國德州奧斯汀南方國際音樂節 (SXSW南方音樂節)[19]
- 2019/04/06 台中大甲媽祖國際觀光文化節《媽祖之光》大型電視晚會
- 2019/06/29 第30屆金曲獎頒獎典禮表演節目- 黃子軒.茄子蛋.阿爆 表演節目『交朋友』[20][21][22]
- 2019/07/04 花蓮夏戀嘉年華[23][24]
- 2019/07/05 Wake Up 覺醒音樂祭[25]
- 2019/07/20 臺南夏日音樂節[26]
- 2019/08/04 超犀利趴10 - 南港展覽館 SUPER STAGE[27]
- 2019/09/07 2019搖滾台中
- 2020/08/22 超犀利趴11 - 台北小巨蛋 SUPER STAGE
- 2020/11/21 台中漂游者音樂祭
- 2020/12/20 韋禮安「而立之後」演唱會嘉賓
- 2021/01/09 五月天 好好好想見到你 Fly to 2021 桃園場 演唱會嘉賓
- 2021/03/13 第16屆 KKBOX風雲榜
- 2021/04/24 蔡依林Ugly Beauty 世界巡迴 台北加演場 演唱會嘉賓
- 2021/11/20 中信兄弟龍角散草本喉糖K歌VIBE 主題日演唱會
- 2021/12/11 新北歡樂耶誕城

## 獎項紀錄

### 金曲獎
| 年份 | 屆次         | 專輯                       | 獎項           | 入圍                       | 結果 |
| ---- | ------------ | -------------------------- | -------------- | -------------------------- | ---- |
| 2018 | 第29屆金曲獎 | 《卡通人物》               | 最佳新人獎     | 《卡通人物》               | 獲獎 |
| 2018 | 第29屆金曲獎 | 《卡通人物》               | 最佳樂團獎     | 《卡通人物》               | 提名 |
| 2018 | 第29屆金曲獎 | 《卡通人物》               | 最佳台語專輯獎 | 《卡通人物》               | 獲獎 |
| 2018 | 第29屆金曲獎 | 《卡通人物》               | 年度專輯獎     | 《卡通人物》               | 提名 |
| 2019 | 第30屆金曲獎 | 〈浪流連〉                 | 年度歌曲獎     | 〈浪流連〉                 | 提名 |
| 2020 | 第31屆金曲獎 | 《我們以後要結婚》         | 年度專輯獎     | 《我們以後要結婚》         | 提名 |
| 2020 | 第31屆金曲獎 | 《我們以後要結婚》         | 最佳台語專輯獎 | 《我們以後要結婚》         | 提名 |
| 2020 | 第31屆金曲獎 | 《我們以後要結婚》         | 最佳樂團獎     | 《我們以後要結婚》         | 提名 |
| 2020 | 第31屆金曲獎 | 《我們以後要結婚》         | 最佳裝幀設計獎 | 《我們以後要結婚》         | 提名 |
| 2022 | 第33屆金曲獎 | 〈愛情你比我想的閣較偉大〉 | 年度歌曲獎     | 〈愛情你比我想的閣較偉大〉 | 獲獎 |

### 金馬獎
| 年份 | 屆次         | 電影             | 獎項               | 入圍                   | 結果 |
| ---- | ------------ | ---------------- | ------------------ | ---------------------- | ---- |
| 2021 | 第58屆金馬獎 | 《當男人戀愛時》 | 最佳原創電影歌曲獎 | 愛情你比我想的閣較偉大 | 提名 |

### 金音創作獎
| 年份 | 屆次            | 專輯         | 獎項           | 入圍                       | 結果 |
| ---- | --------------- | ------------ | -------------- | -------------------------- | ---- |
| 2018 | 第9屆金音創作獎 | 《卡通人物》 | 最佳樂團獎     | 《卡通人物》               | 提名 |
| 2018 | 第9屆金音創作獎 | 《卡通人物》 | 最佳現場演出獎 | 《卡通人物》逗陣來搏小巡迴 | 提名 |
| 2018 | 第9屆金音創作獎 | 《卡通人物》 | 最佳搖滾專輯獎 | 《卡通人物》               | 提名 |
| 2018 | 第9屆金音創作獎 | 《卡通人物》 | 最佳搖滾單曲獎 | 〈Ms. Doremi〉             | 提名 |

### 其他獎項
- 2014年
  - 台灣《站出來音樂挑戰賽 2014/10/04》：亞軍
  - 台灣《美麗華樂團比賽冠軍 2014/11/09》：最佳Bass、最佳Keyboard
- 2015年
  - 台灣《日出音樂節大賞 2015/06/20》：亞軍
  - 台灣《原創流行音樂大賞 2015/08/29》：佳作
- 2018年
  - 台灣 GQ年度風格男人[28]
- 2019年
  - 新加坡 第12屆 Freshmusic Awards 年度十大單曲〈浪流連〉
- 2021年
  - 台灣 第1屆 PlayMusic Awards 年度音樂錄影帶〈孤獨的人我們一起出發〉
- 2022年
  - 新加坡 第15屆 Freshmusic Awards 年度十大單曲〈愛情你比我想的閣較偉大〉

## 外部連結
茄子蛋
- 茄子蛋的Facebook專頁
- 茄子蛋的Instagram帳戶
- 茄子蛋的新浪微博
- 茄子蛋的X（前Twitter）
- YouTube上的茄子蛋頻道

阿斌(黃奇斌)
- 阿斌(黃奇斌)的Instagram帳戶

阿德(謝耀德)
- 阿德(謝耀德)的Instagram帳戶

阿任(蔡鎧任)
- 阿任(蔡鎧任)的Instagram帳戶